# 荒野のストレンジャー
『荒野のストレンジャー』（こうやのストレンジャー、High Plains Drifter）は、1973年に公開されたアメリカの西部劇である。監督・主演はクリント・イーストウッド。イーストウッドは町の護衛を依頼される西部のガンマンを演じた。また、イーストウッドの師でもあるセルジオ・レオーネとドン・シーゲルからの影響を受けている作品でもある。
この映画の撮影はカリフォルニア州、モノ・レイクの岸辺で行われた。脚本はアーネスト・タイディマンとディーン・レイスナー。タイディマンは小説版も執筆した。音楽はディー・バートンが作曲した。また、本作は超自然の要素を含んでいる。

## 概要

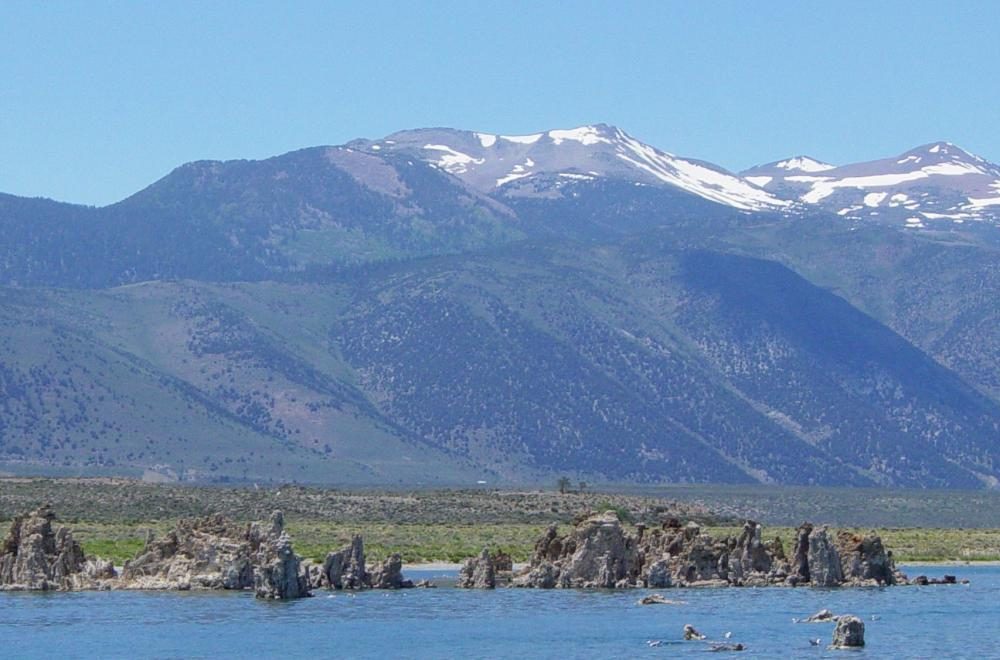
ラーゴ（モノ・レイク）

この映画はマルパソとユニバーサルの共同製作である。脚本は『フレンチ・コネクション』でアカデミー脚色賞を受賞したアーネスト・タイディマン。作品の中に見られるブラックユーモアはセルジオ・レオーネの影響である。
イーストウッドは撮影場所を探すため、オレゴン州、ネヴァダ州、カリフォルニア州を回り、最終的にモノ・レイクでの撮影が決まった。舞台となる町のオープンセットは、40人以上の技術者と10人以上の建設関係者によって18日かけて建設された。また、ネヴァダ州、リノのウィネマツカ・レイクとカリフォルニア州、イニョー・ナショナル・フォレストで追加撮影も行われた。最終的にイーストウッドは、本作をわずか6週間で撮り終えた。

## ストーリー
鉱山によって成り立っている小さな町、ラーゴに、ある日正体不明の流れ者（ストレンジャー）が立ち寄る。彼は、からんできた3人のならず者をまたたく間に撃ち殺し、突っかかってきた町民女性、キャリーを強姦する。臆病な町の住人たちは、ただただ怯え、流れ者に媚びを売るだけであった。実は殺された3人は、1年前に町で捕まえて刑務所に送っていた3人の無法者、ステイシー・ブリッジスとカーリン兄弟の復讐に備えて、住人たちが雇っていたのだった。
時間も当てもない町にとって残された手段は、この流れ者を雇って3人の無法者に備えることしかない。彼は当初は渋っていたが、「何でも言う事をきく」との取引で、いわくありげな町の護衛を引き受けることにする。
取引に従い流れ者は、酒場では彼と町の住人で結成した自警団に無料で酒を振る舞うよう要求、町で小間使いとして扱われていた小人のモルデカイを保安官兼市長に任命する。商店では店主が邪険に扱ったネイティブアメリカンの客にキャンディと毛布を大量に振る舞い、装具店では鞍やブーツを無料で手に入れ。町中で馬車を走らせ自警団に狙撃させる訓練を開始する。
更に流れ者は、ホテルの客を全員追い出させ。自分だけの宿とする。怒ったホテルの店主であるルイスは集会で、流れ者が町民たちの不和を煽っていると説き、追い出すべきだと主張する。その晩、キャリーはモーガンら数人と流れ者を襲撃する罠に嵌めるが、流れ者はダイナマイトでホテルを爆破し。襲撃者たちを殺害、モーガンは深手を負いながらも馬で逃げ去る。流れ者はホテルに唯一残った寝室でルイスの嫁、サラを強姦する。
翌朝、サラとルイスは口論をする。その中で事件の発端、町民の怯える理由が（視聴者に）明かされる。町の鉱山は政府所有の土地で違法採掘しているものであり、当時の保安官、ジム・ダンカンはそれを告発しようとしていた。ステイシーとカーリン兄弟の3人組は、元は彼を殺すために住民に雇われた男たちであった。サラはルイスにこの町にはもううんざりしてると言い、町を出ていくことを告げる。
流れ者は町民たちに街中をペンキで赤く塗るよう命令し、街の看板にHELL（地獄）の文字を書き加える。その後、流れ者はモーガンの血痕を追い、モーガン、そしてステイシーとカーリン兄弟たちを発見する。流れ者はステイシー達をダイナマイトとライフルで攻撃し、町民による攻撃だとステイシー達に思い込ませ、町へ戻る。
町へ戻ると、攻撃への準備が整えられていた。モルデカイは流れ者に攻撃の合図を要求するが、流れ者はモルデカイに一任し、ステイシーたちが来たことを示す鐘の音とともに町を去ってしまう。モルデカイは攻撃の合図を出すが、自警団たちは怯え、何もできぬままに町は破壊され、制圧される。
その晩、ステイシーたちは生き残った住民たちを酒場に集める。そこへ流れ者は現れ、一人、また一人とステイシーたちを始末する。ルイスは流れ者を殺そうと銃を向けるが、モルデカイに殺される。
翌朝、文字通り地獄のような様相となった町の中、流れ者は町を立とうとする。途中、同じく町を立とうと馬車に荷物を積んでいたサラに微笑みを向けられる。町の外れの墓地で流れ者はモルデカイと会う、彼はダンカン保安官の墓に名を刻んでいた。モルデカイは流れ者にまだ名前を知らないと問うが、流れ者は知ってるはずだと言い残す。
走り去った流れ者は、蜃気楼の中に吸い込まれるように消えていく。

## キャスト
| 役名                     | 俳優                                                                         | 日本語吹替                     | 日本語吹替                           |
| 役名                     | 俳優                                                                         | NET版                          | 日本テレビ版                         |
| ------------------------ | ---------------------------------------------------------------------------- | ------------------------------ | ------------------------------------ |
| 流れ者                   | クリント・イーストウッド                                                     | 山田康雄                       | 山田康雄                             |
| サラ・ベルディング       | ヴァーナ・ブルーム                                                           | 浅井淑子                       | 宗形智子                             |
| キャリー・トラヴァーズ   | マリアンナ・ヒル                                                             | 平井道子                       | 弥永和子                             |
| デイヴ・ドレイク         | ミッチェル・ライアン                                                         | 上田敏也                       | 小林勝彦                             |
| モーガン・アレン         | ジャック・ギング                                                             | 仁内達之                       | 麦草平                               |
| ジェイソン・ホバート町長 | ステファン・ギーラシュ                                                       | 宮内幸平                       | 阪脩                                 |
| ルイス・ベルディング     | テッド・ハートリー                                                           | 寺島幹夫                       | 仁内建之                             |
| モルデカイ               | ビリー・カーティス                                                           | 熊倉一雄                       | 矢田稔                               |
| ステイシー・ブリッジス   | ジェフリー・ルイス                                                           | 加藤精三                       | 飯塚昭三                             |
| サム・ショウ保安官       | ウォルター・バーンズ                                                         | 増岡弘                         | 富田耕生                             |
| ルティエ・ネイラー       | ポール・ブラインガー                                                         |                                |                                      |
| アサ・グッドウイン       | リチャード・ブル                                                             |                                |                                      |
| 牧師                     | ロバート・ドナー                                                             |                                | 清川元夢                             |
| コール・カーリン         | アンソニー・ジェームズ                                                       |                                | 郷里大輔                             |
| ダン・カーリン           | ダン・ヴァディス                                                             |                                | 幹本雄之                             |
| その他                   |                                                                              |                                | 伊井篤史 広瀬正志 仲木隆司 島香裕 他 |
| 日本語版スタッフ         |                                                                              |                                |                                      |
| 演出                     |                                                                              |                                |                                      |
| 翻訳                     | 川名完次（DVD、Blu-ray）（字幕翻訳） 高橋澄（BSプレミアム/プレミアムシネマ） |                                |                                      |
| 効果                     |                                                                              |                                |                                      |
| 調整                     |                                                                              |                                |                                      |
| 制作                     |                                                                              |                                |                                      |
| 解説                     |                                                                              | 児玉清                         | 水野晴郎                             |
| 初回放送                 |                                                                              | 1976年1月24日 『土曜映画劇場』 | 1985年8月21日 『水曜ロードショー』   |

## 評価
レビュー・アグリゲーターのRotten Tomatoesでは30件のレビューで支持率は93%、平均点は7.70/10となった。Metacriticでは10件のレビューを基に加重平均値が69/100となった。
アメリカでは1973年8月に公開され、当時800万ドルの興行収入を得た。これは1970年代に制作された西部劇で11番目に多くの興行収入を得た作品である。当初、出演のオファーを受け、脚本も受け取っていたジョン・ウェインは映画公開後、イーストウッドに本作を評価した手紙を送っている。ただし、その内容は「映画の町民たちは、実際のアメリカ先駆者達の精神を持っていない。アメリカの偉大なる精神をだ」というもので、本作に難色を示している。評論家からは賛否両論の評価を受け、『サタデー・レヴュー』のアーサー・ナイトはイーストウッドについて「シーゲルとレオーネの作り方を吸収し、レオーネと彼の独特の社会観が融合している」と述べた。